# Клятаяк
Клятая́к (баш. Келәтаяҡ) — деревня в Буздякском районе Республики Башкортостан Российской Федерации. Входит в состав Канлы-Туркеевского сельсовета.

## География

### Географическое положение
Расстояние до:
- районного центра (Буздяк): 36 км,
- центра сельсовета (Канлы-Туркеево): 6 км,
- ближайшей ж/д станции (Буздяк): 35 км

## Население
| 2002 | 2009 | 2010 |
| ---- | ---- | ---- |
| 64   | ↘56  | ↗57  |

Согласно переписи 2002 года, все (100 %) жители Клятаяка — башкиры.